# Arduino Berlam
Arduino Berlam (Trieste, 20 luglio 1880 – Tricesimo, 28 luglio 1946) è stato un architetto e designer italiano.

## Biografia

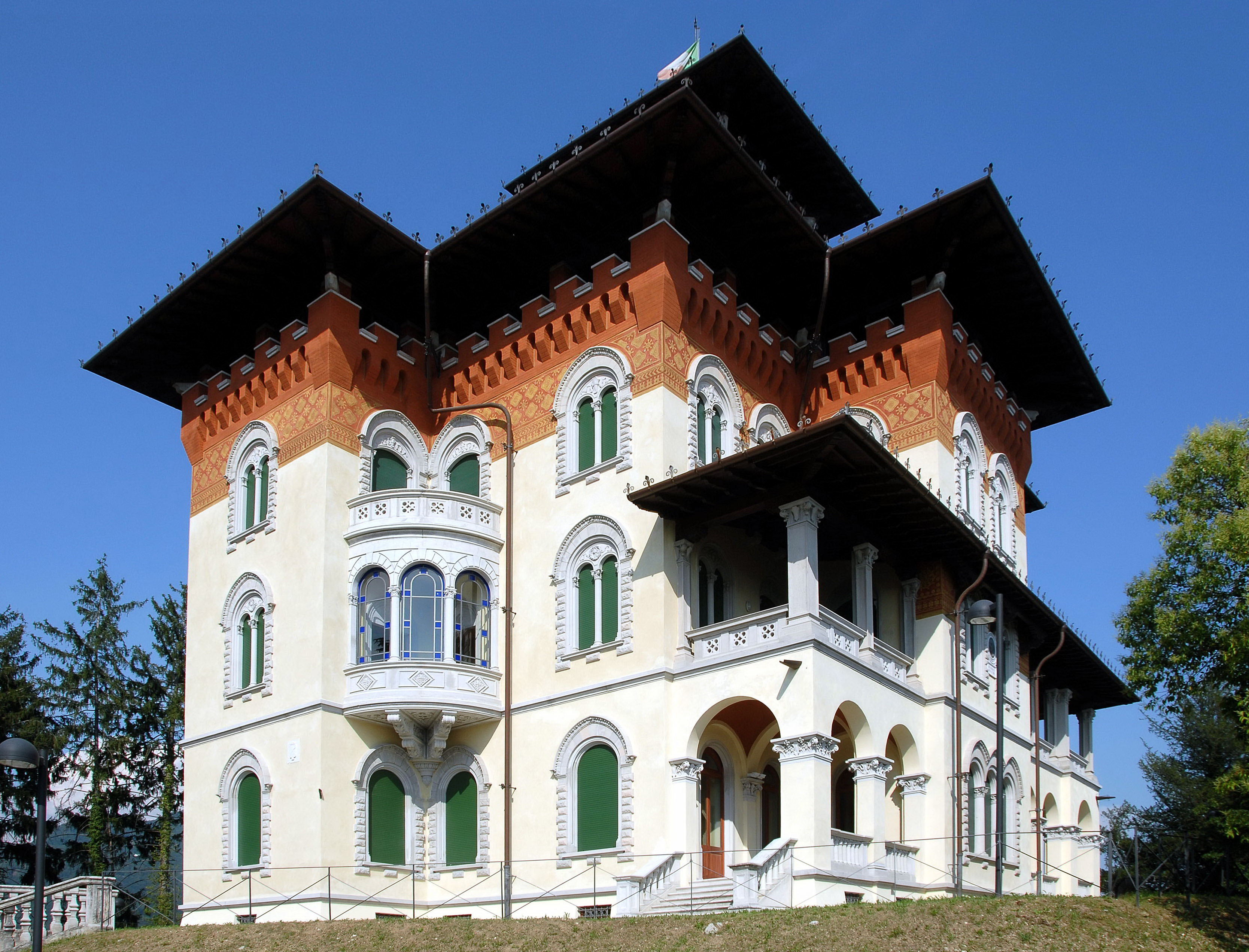
Villa Moretti a Tarcento

Figlio dell'architetto Ruggero Berlam, e nipote di Giovanni Andrea Berlam, nasce a Trieste, allora parte dell'impero austro-ungarico, Arduino si diploma al Politecnico di Milano nel 1904 e frequenta poi l'Accademia di Brera. Come il padre Ruggero, rimane influenzato dalla lezione di Camillo Boito ma se ne allontana per un diverso uso della decorazione adottata nei suoi edifici.
Nei primi anni di attività progettuale egli affianca il padre nel lavoro; insieme ricevono l'incarico della costruzione del tempio israelitico di Trieste (1906-12), che li impegna nella difficile ricerca di una nuova e riconoscibile espressività per la sinagoga. La proposta elaborata dai Berlam contiene riferimenti all'architettura sacra siriana e armena nella composizione volumetrica e nelle decorazioni, a significato simbolico.
Nel Palazzo della RAS (1911-14) la presenza di Ruggero determina la ripresa del filone cinquecentista, sulla scia del palazzo Vianello ma con maggiore monumentalità, un filone che Arduino perseguirà anche da solo per la sistemazione della sede della Banca d'Italia (1921-31).
Arduino si afferma come progettista autonomo solo dopo la guerra, inizialmente grazie alla realizzazione del Faro della Vittoria (1919-27), opera di cui si fece convinto promotore e sostenitore e in cui celebra le aspirazioni irredentistiche proprie e del padre; quest’ultimo aveva fra l’altro predisposto un lascito per l'edificazione di un monumento dedicato all'Italia liberatrice.
Si interessa inoltre di arredamento navale: nel 1923 e 1925 pubblica due interessanti articoli in cui egli critica la pedissequa trasposizione in quest’ambito dello stile e del design dei palazzi di terraferma, auspicando una maggiore integrazione progettuale fra ingegneri navali e architetti. In tal modo si impone all'attenzione della compagnia "Cosulich Line", che gli affida il progetto e la direzione esecutiva delle seconde e terze classi delle motonavi Saturnia e Vulcania (1925-28).
Negli stessi anni è impegnato nella costruzione del palazzo Aedes (1925-28), uno tra gli interventi più visibili sulle rive di Trieste ed il primo in cui si dimostra un deciso affrancamento dagli stili storici.

## Archivio
L'archivio Berlam si compone di circa 300 unità formate da progetti di edilizia pubblica (edifici e monumenti) e di edilizia privata (palazzi, ville e villini, chiese e tombe) a Trieste, in Friuli e in Istria, disegni ad acquerello e disegni scolastici di ornato che coprono gran parte della produzione dei tre architetti che con i loro lavori hanno caratterizzato un'epoca architettonica di elegante crescita stilistica, firmando i progetti sia singolarmente, come nel caso di Giovanni Andrea (16 progetti fra i quali la casa Morpurgo e altre signorili residenze padronali a Trieste e 12 disegni a
soggetto vario, esempio di sapiente padronanza di un'arte non soltanto progettuale), sia a firma doppia, come nelle imponenti collaborazioni (16 progetti circa) tra Ruggero e il figlio Arduino.
Tra queste vanno ricordate il Tempio israelitico e la Scala dei Giganti a Trieste, l’edificio-villa Moretti a Udine, residenza e fabbrica della nota birra. Tra i progetti di grande prestigio a firma unica di Ruggero Berlam (circa 130 unità totali), un esempio è rappresentato dall'edificio del Giudizio distrettuale di Parenzo. Nell'elenco complessivo delle opere di quest'ultimo spicca inoltre un quaderno di disegni di figura umana, espressione della poliedricità artistica dell'architetto.
Tra i lavori del figlio Arduino (146 unità) si ricorda la sede del Consorzio antitubercolare di Udine.
L'archivio comprende inoltre due scatole di materiale inerente alla costruzione del Faro della Vittoria (1919 - 1927) ad opera di Arduino Berlam, contenenti alcuni libri mastri e rassegna stampa.
Si conserva infine una scatola contenente materiale cartaceo di natura personale riguardante la famiglia Berlam, dal 1824 al 1913 circa.

## Opere
- la Scala dei Giganti (1905-1907), (con il padre)
- il Tempio Israelitico (1906-1912), (con il padre)
- il Palazzo della RAS (1910-1914), (con il padre)
- il Faro della Vittoria (1923-1927), di cui fu anche promotore
- il Palazzo Aedes (1924-1928).